# هيديوكي إيماكورا
هيدًيُوكي إيماكورا (باليابانية: 今倉 秀之) (مواليد 3 يونيو 1972)، هو لاعب كرة قدم ياباني سابق كان يلعب كمهاج.

## وصلات خارجية
- هيديوكي إيماكورا على موقع رابطة كرة القدم اليابانية للمحترفين (اليابانية)
- هيديوكي إيماكورا على موقع عالم كرة القدم.نت (الإنجليزية)